# Pere Borrellas i Garcia
Pere Borrellas i Garcia   (Manresa, 29 de novembre de 1991) és un pilot de trial català que va destacar en competicions europees durant la dècada del 2010. Va començar a competir de ben petit i ja entre els anys 2003 i 2005 va guanyar tres campionats de Catalunya de trial en categories d'iniciació. Gràcies a la seva progressió, Jordi Tarrés el fitxà el 2007 per al seu equip de promoció de joves promeses, el Spea Tarrés Trial Team, dins el qual hi havia també Francesc Moret i Pol Tarrés. Amb aquest equip, Borrellas va participar amb una Gas Gas TXT 125 als campionats de Catalunya, d'Espanya i d'Europa de trial júnior.
Resident a Sant Fruitós de Bages i membre del Moto Club Baix Berguedà, Borrellas mantení una progressió constant en competició fins que passà a formar part de l'equip oficial de Gas Gas: el 2013, al costat d'Adam Raga i Jorge Casales com a pilot oficial de la marca, va seguir tot el Campionat del Món de trial i també el d'Europa absolut, on acabà tercer. Durant algunes temporades, el seu "motxiller" fou Marc Freixa.
La temporada del 2014, Pere Borrellas va haver de competir de forma privada i a l'estiu anuncià que abandonava el trial d'alta competició, en part, pels alts costos econòmics que representava.

## Palmarès
Font:
| Any  | Motocicleta | C. d'Espanya |
| ---- | ----------- | ------------ |
| 2010 | Gas Gas     | 9è           |
| 2011 | Gas Gas     | 9è           |
| 2012 | Gas Gas     | 5è           |
| 2013 | Gas Gas     | 6è           |
| 2014 | Gas Gas     | 9è           |